# Johannes Kepler

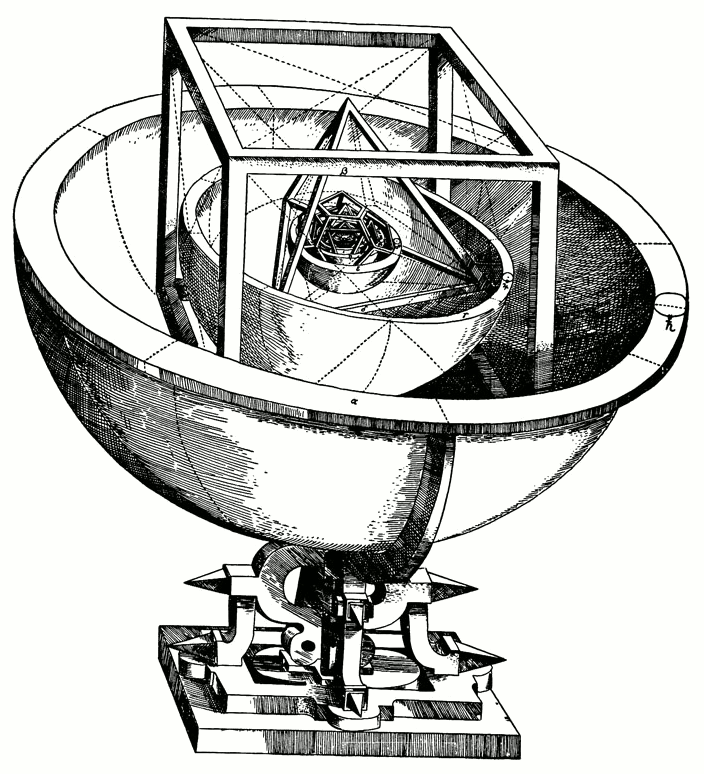
Keplerův model sluneční soustavy z Mysterium Cosmographicum (1596)

Johannes Kepler (27. prosince 1571 Weil der Stadt – 15. listopadu 1630 Řezno) byl německý matematik, astrolog, astronom, optik a evangelický teolog. Především ve starší české literatuře se používá i počeštěná forma jeho křestního jména Jan, neboť několik let působil v Praze na dvoře císaře Rudolfa II. V Praze také formuloval dva ze tří Keplerových zákonů.

## Život

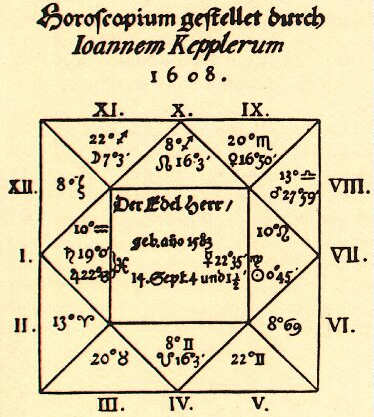
Do moderních astrologických učebnic vstoupil Johannes Kepler zejména horoskopem Albrechta z Valdštejna, který bez znalosti konečného zákazníka sestavil v roce 1608

Narodil se 27. prosince 1571 ve svobodném císařském městě Weil der Stadt, které je vzdáleno třicet kilometrů od Stuttgartu. Jeho děd Sebald Kepler (1519–1596) byl dokonce starostou tohoto města. Rodina se často ocitala ve finanční tísni, jelikož Johannův otec Heinrich se živil nejistým povoláním obchodníka, které mu moc nevynášelo, a tak často rodinu opuštěl, aby sloužil jako žoldák v zahraničí. Ani jeho matce Katharině, bylinkářce a dceři hostinského, se nedařilo a byla dokonce obviněna z čarodějnictví. Rodina se později odstěhovala do Ellmendingenu, kde měl jeho otec pronajmut hostinec „Slunce“.

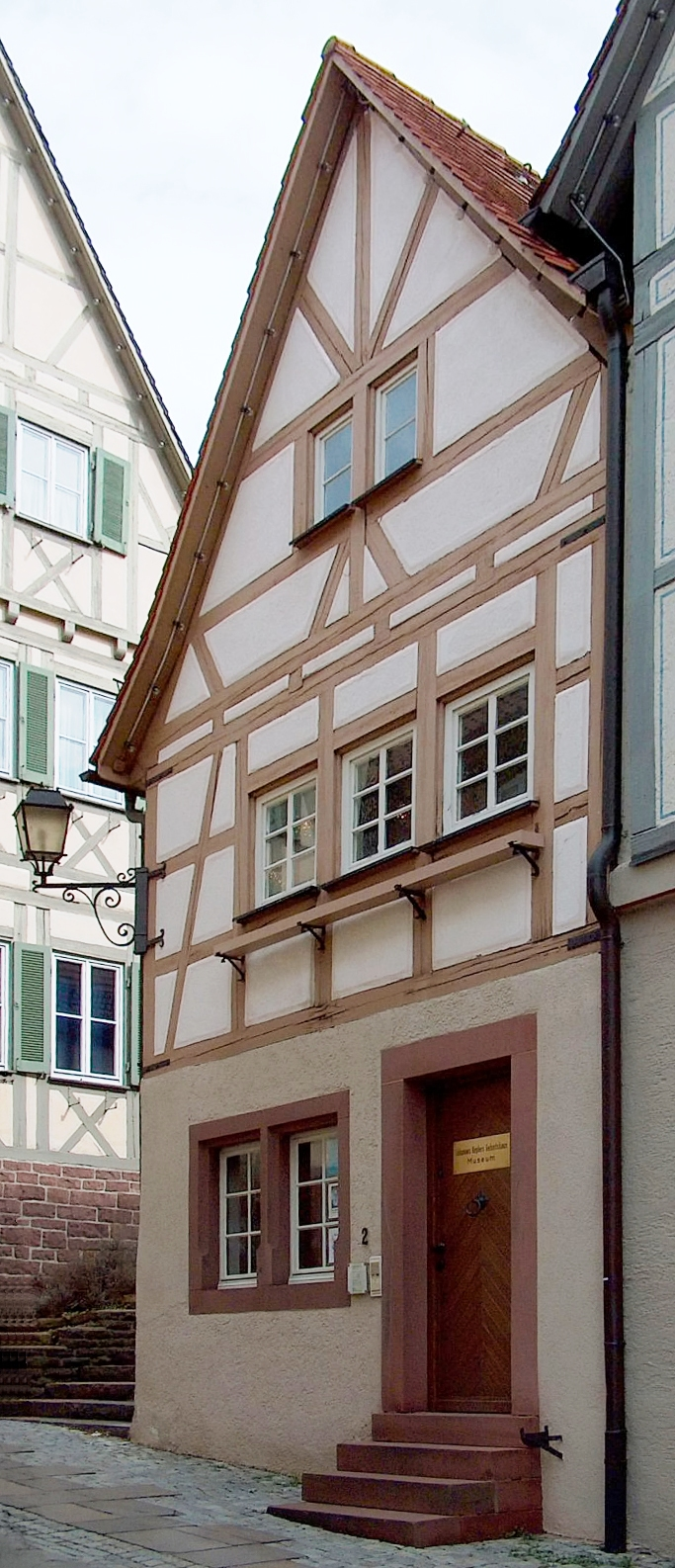
Keplerův rodný dům ve Weilu der Stadt

Johannes se narodil předčasně a jako velmi slabé dítě byl pak často nemocen. Roku 1575 prodělal nákazu neštovicemi, které mu natrvalo narušily zrak. Navzdory jeho špatnému stavu v něm matka již jako u dítěte začala pozorovat stále větší a neobvyklé zájmy. Ukázala mu kometu z roku 1577 a zatmění Slunce z roku 1580.
Kepler navštěvoval první třídu latinské školy v Leonbergu a druhou třídu stejného rázu v Ellmendingenu. V letech 1580 a 1581 musel Kepler své vzdělání přerušit. Roku 1582 nastoupil do třetí třídy latinské školy. Od 16. října 1584 navštěvoval Kepler klášterní školu v Adelbergu. Od 26. listopadu 1586 studoval na vyšší protestantské škole v klášteře Maulbronn.

Poté, co získal stipendium, začal v roce 1589 navzdory skromným rodinným poměrům studovat teologii v evangelickém klášteře v Tübingenu. Jeho učitelem matematiky byl Michael Mästlin. Mästlin mu též vysvětlil Koperníkův heliocentrický systém, v němž, na rozdíl od Ptolemaiova systému, planety neobíhají kolem Země. Byl stejného názoru jako Mikuláš Koperník a diskutoval o něm ve studentských debatách. 

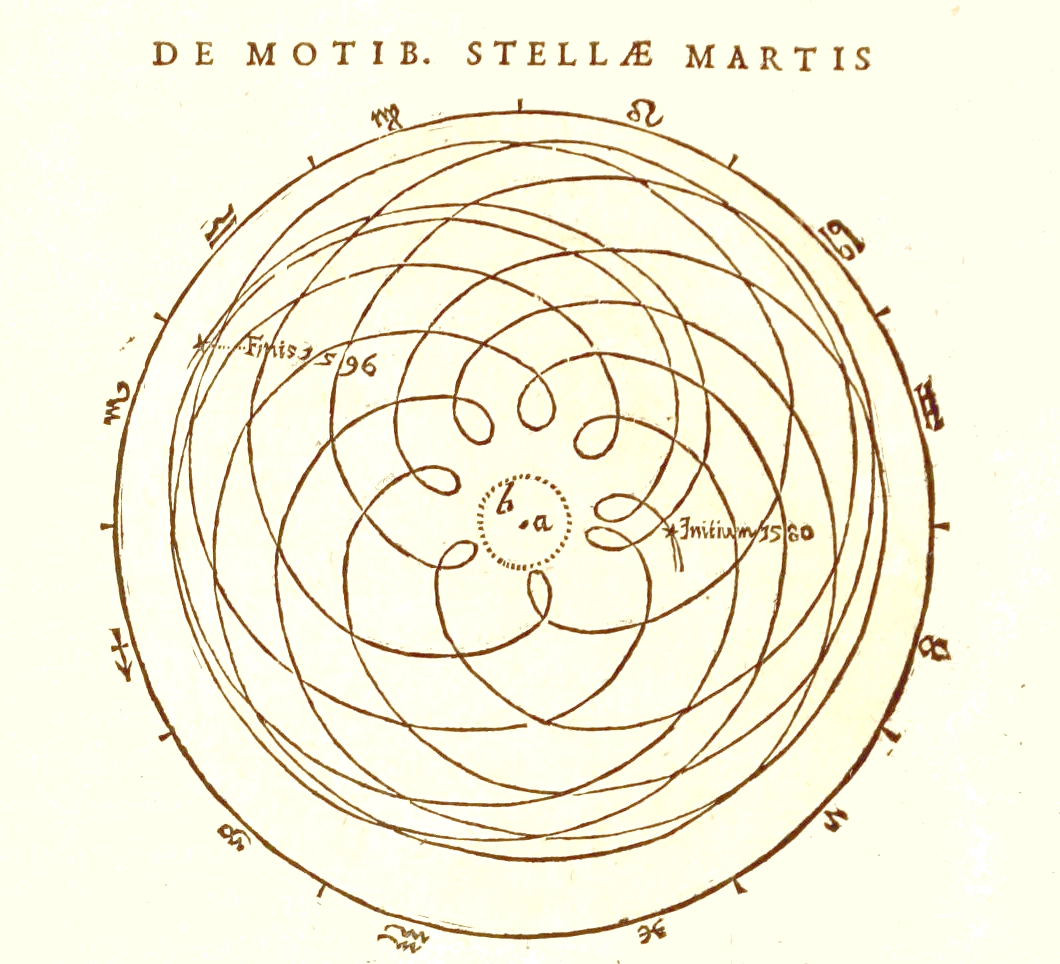
Diagram geocentrické trajektorie Marsu během několika period se zdánlivým retrográdním pohybem (Astronomia nova, 1. kapitola, 1609)

### Ve Štýrském Hradci

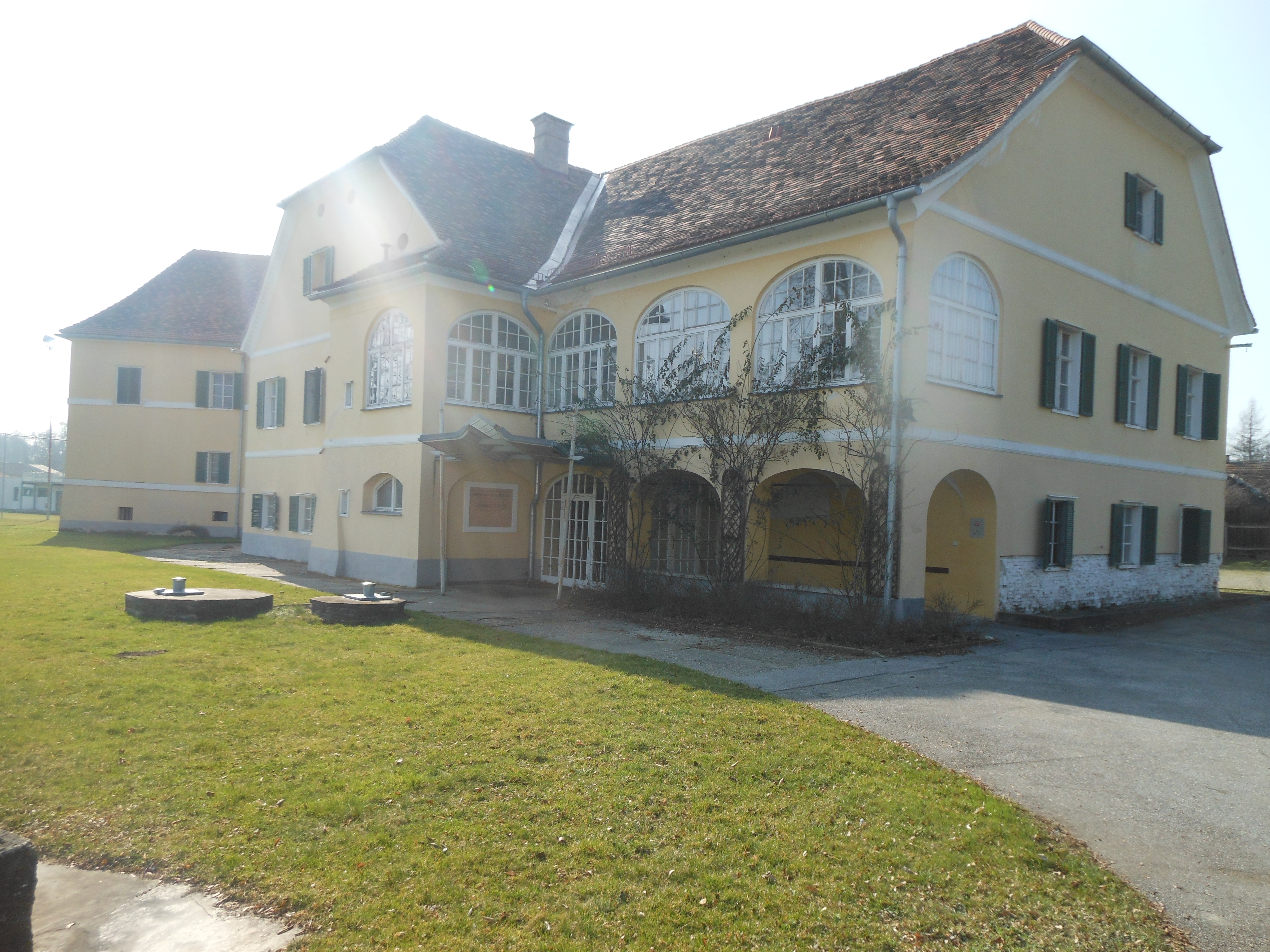
Keplerův dům v Gössendorfu 1597–1599, zámek Mühlegg

Kepler chtěl původně být protestantským duchovním. Roku 1594 však ve svých 23 letech šel na studia matematiky na protestantské vysoké škole ve Štýrském Hradci. V Hradci začal Kepler zpracovávat kosmologickou teorii založenou na koperníkovském pohledu na svět. Na konci roku 1596 své dílo vydal jako Mysterium Cosmographicum.
Roku 1595 Johannes potkal třiadvacetiletou Barbaru Müllerovou, která byla již dvakrát ovdovělá a měla jednu dceru. Barbara měla veliký majetek, a tak její otec v Keplerovi neviděl nic než chudého studenta. Nakonec otec ale ustoupil a k svatbě došlo v dubnu 1597. Z tohoto manželství vzešlo pět dětí. Jeden syn s dcerou (Heinrich a Sussana) se nedožili dospělého věku. Pak se jim narodili Susanna (* 1602), Friedrich (* 1604) a Ludwig (* 1607).
Roku 1590 začal psát dopisy Galileu Galileovi, ten mu však důkladně odpověděl jen jednou. Roku 1599 Keplera přesvědčil Tycho Brahe, aby s ním šel studovat do Prahy.

### Jako dvorní císařský matematik v Praze

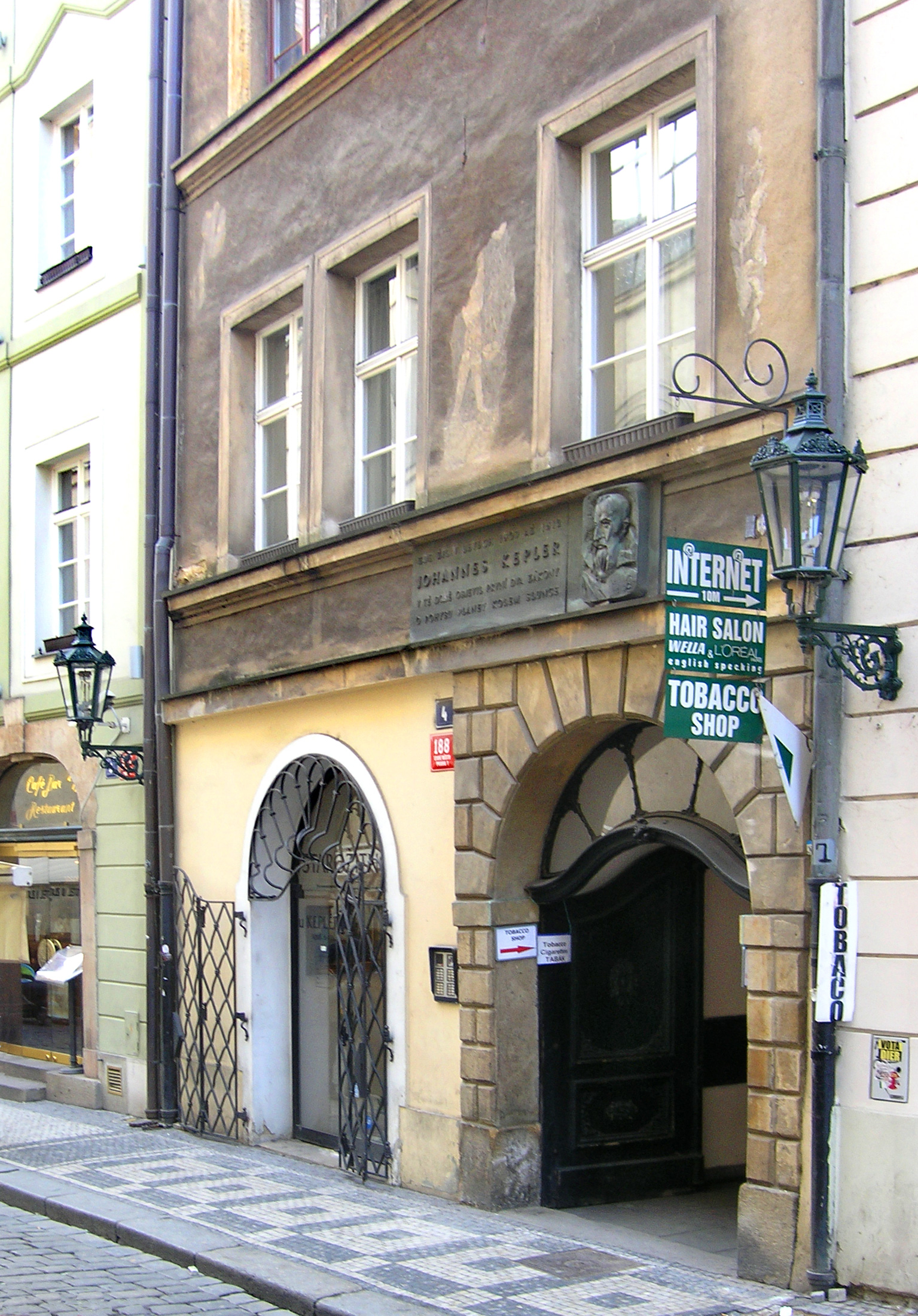
Keplerův dům v Praze

Roku 1600 se již Kepler nacházel v Praze a dělal asistenta Tychu Brahovi. Společná práce obou vědců v Praze a na zámku v Benátkách nad Jizerou nebyla ovšem lehká, byť se oba dva svým rozlišným nadáním doplňovali. Brahe byl excelentním pozorovatelem, jeho matematické schopnosti byly avšak ohraničeny. Vynikající matematik Kepler pak na druhou stranu skrze svou krátkozrakost nemohl vůbec pozorovat hvězdy. Brahe se snažil Keplera učit tak, aby Kepler měl nejlepší výsledky.
Po Brahově smrti roku 1601 byl Kepler jmenován císařským dvorním matematikem. Jako císařský dvorní matematik byl Kepler zodpověden za císařské horoskopy a byl pověřen sestavit rudolfinské tabulky.
V říjnu 1604 Kepler pozoroval supernovu, která nesla později jméno Keplerova hvězda. Kepler též předložil vědecké údaje o tepové frekvenci a svá pozorování upřesnil roku 1618.
V nekonečných výzkumech pracovali Kepler a Brahe s velmi přesnými pozorovacími daty, ovšem po Brahově skonu Kepler zjistil, že některé jejich teorie potřebují vylepšit. Poté začal navrhovat nový astronomický systém. Na základě Koperníkova systému poprvé určil skutečné oběžné dráhy planet, aniž by od začátku upřesnil, že musí jít o kombinaci rovnoměrně procházejících kruhových drah. Po dlouhé práci identifikoval dráhu Marsu a následně určil, jak se mění orbitální rychlost planety podél oběžné dráhy. Všechny tyto své výzkumy shrnul roku 1609 do díla Astronomia nova. Tato kniha obsahuje i první a druhý Keplerův zákon.
Roku 1611 popsal vznik sněhové vločky. Tento rok se mu však stal osudným. Jeho tři děti se nakazily neštovicemi a jeho šestnáctiletý syn Friedrich zemřel. Zanedlouho zemřela i Keplerova žena a Kepler se v roce 1612 přestěhoval i s dětmi do Lince, kde působil jako učitel na gymnáziu.
Později v roce 1626 odešel do Ulmu.
V pozdějším věku se podle některých životopisců už nemohl věnovat pozorování, protože trpěl krátkozrakostí a hvězdy patrně vůbec neviděl.

## Dílo
Ve svých pracích se zabýval astronomií, matematikou, mechanikou, krystalografií a astrologií. V roce 1615 vyšla jeho práce Nova Stereometria Doliorum Vinariorum, ve které počítal objemy těles, které vznikly rotací kuželoseček kolem osy ležící v jejich rovině. Přitom použil infinitezimálních metod, a toto dílo znamenalo významný krok ke vzniku moderních integračních metod. V práci Harmonices Mundi (1619) systematicky studoval mimo jiné problematiku konvexních a hvězdicovitých mnohoúhelníků a publikoval svůj třetí zákon.
Ztotožňoval se s odsouzením Giordana Bruna, a jeho učení o vesmíru plném sluncí považoval za kacířství, což souviselo s Keplerovým požadavkem, aby poznání vědecké bylo v souladu s pravdami teologickými.
- Mysterium Cosmographicum (Kosmografické mystérium, 1596)
- De Fundamentis Astrologiae Certioribus K pevnějším základům astrologie (1601)
- Astronomiae Pars Optica (Optická část astronomie, 1604)
- De stella nova in pede Serpentarii (O nové hvězdě v Hadonošových nohách, 1604)
- Astronomia nova (Nová astronomie, 1609)
- Dissertatio cum Nuncio Sidereo (Rozprava s Hvězdným poslem, 1610)
- Dioptrice (Dioptrika, 1611)
- De nive sextangula… (O šestiboké sněhové vločce, 1611)
- Nova stereometria doliorum vinariorum (Nová stereometrie vinných sudů, 1615)
- Epitome astronomiae Copernicanae (1618–1621). Tato práce, v českém překladu „Výtah z Koperníkovy astronomie", má 7 dílů a vycházela postupně nejprve v Linci a později ve Frankfurtu. Byla to jakási první moderní učebnice hvězdářství, která dokazovala správnost Koperníkova učení. Katolická církev tento spis již v roce 1619 zařadila na Index zakázaných knih.[4][5] Ještě ve vydání Indexu z roku 1834 bylo toto dílo uvedeno,[6] vyškrtnuto z Indexu bylo (společně se spisy Koperníka a Galilea) v roce 1835.[7]
- Harmonices mundi (Harmonie světů, 1619)
- Tabulae Rudolphinae (Rudolfínské tabulky, 1627)
- Somnium  (Sen, 1634)

## Keplerovy zákony
Tři základní zákony pohybu nebeských těles:
1. Planety obíhají kolem Slunce po eliptických drahách, v jejichž jednom společném ohnisku je Slunce.
2. Obsahy ploch opsaných průvodičem planety (spojnice planety a Slunce) za stejný čas jsou stejně velké. Neboli: Úsečka spojující Slunce s planetou opíše za stejný čas také stejně velkou plochu.
3. Poměr druhých mocnin oběžných dob dvou planet je stejný jako poměr třetích mocnin jejich velkých poloos (středních vzdáleností těchto planet od Slunce).

## Astrologie
Za svůj život sestavil na 800 horoskopů, včetně svého. Na základě jeho výroku, že „astronomie je moudrou matkou a astrologie záletnou dcerkou, která aby svou matku udržela při životě se prodává každému zájemci, který chce a může zaplatit“, se dodnes traduje, že se astrologií zabýval pouze za účelem finančního zisku. Kepler však astrologii také později obhajoval, když mimo jiné napsal: „…naprosto neklamné zjištění – tak jisté, jak jen lze doufat – že organismy jsou podněcovány sublunárními konjunkcemi a aspekty planet, mě přimělo a přinutilo překonat své záporné stanovisko…“ Odmítal sice pověry a bezduché přijímání soudobých astrologických výkladů, ale zdůrazňoval závislost astrologie na empirii, a vytvořil tak v jistém smyslu moderní, dnes převažující pojetí astrologie. Uvažoval dokonce o vlivu budov a hor, zastiňujících planety a hvězdy v okamžiku narození.
Svými kosmologickými zákony se snažil doložit staré pythagorejské učení o harmonii sfér a astrologii přispěl i možností lépe a přesněji propočítávat horoskopy. Do sestavování horoskopů například jako první zavedl dekagonální řadu aspektů (decil, kvintil, tredecil, bikvintil).
Na základě svých astronomických a astrologických výpočtů odhadl datum narození Ježíše na rok 7 př. n. l., kdy proběhla nepříliš častá vícenásobná konjunkce (podobná nastala až v roce 1942).

## Charakteristika
Kepler sám sebe charakterizoval v drobném spisu Rozvaha o pobytu v Čechách:
| „                          | K pozorování mám chabý zrak, na mechanické věci nešikovné ruce, k domácím a politickým záležitostem mám povahu zvláštní, cholerickou, k neustálému vysedávání (zejména na hostinách přes vhodný a slušný čas) jsem slabého těla, a to i tehdy, jsem-li zdráv | “ |
| — Rozvaha pobytu v Čechách | |   |

## Přijetí Keplerových objevů

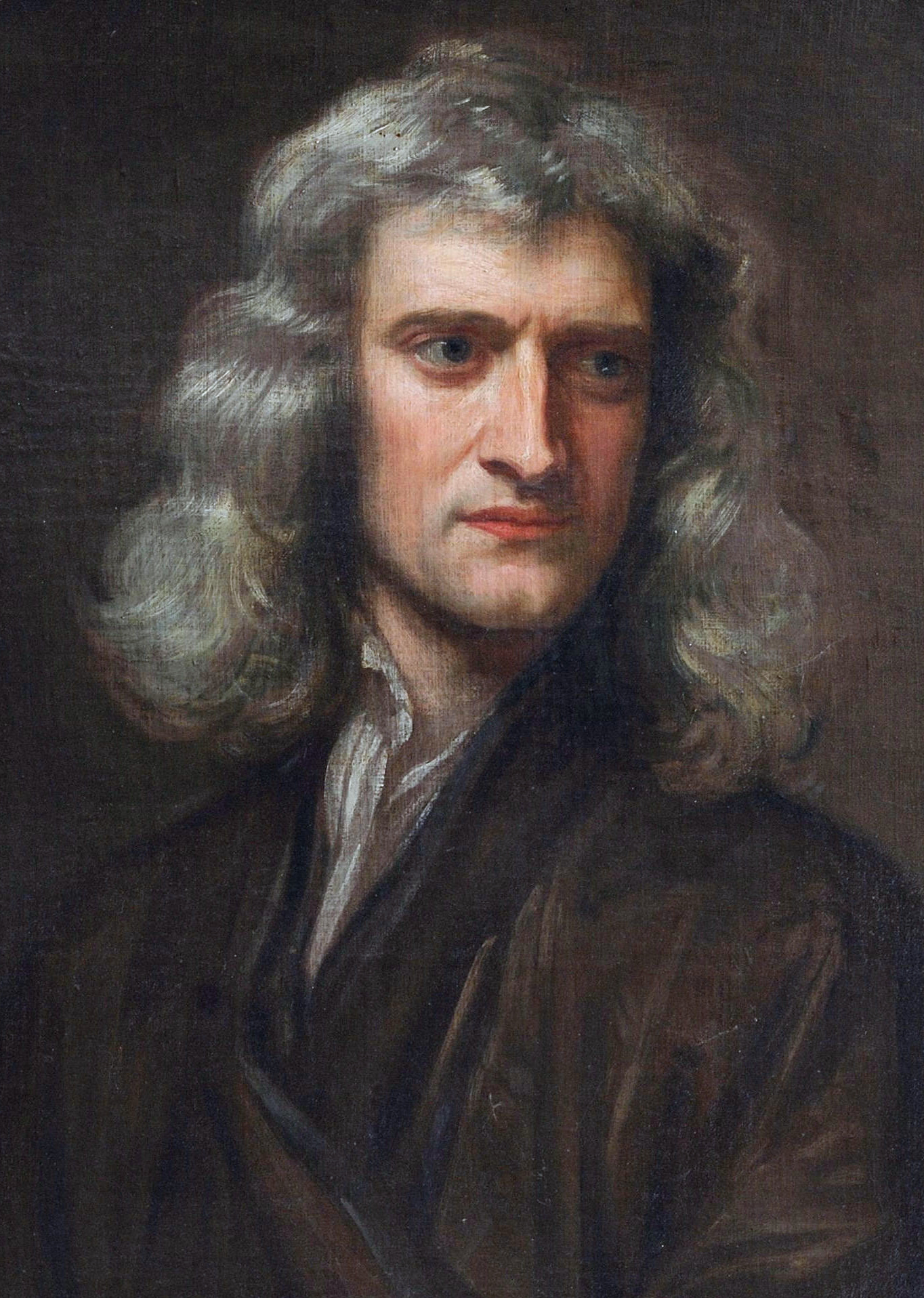
Isaac Newton

Keplerovy zákony planetárního pohybu nebyly ve vzdělaneckých kruzích přijaty okamžitě. Řada významných vědců, mezi něž patřil Galileo Galilei a René Descartes, Keplerovy objevy totiž zcela ignorovala. Mnoha astronomům, včetně Keplerova učitele Michaela Mästlina, se navíc nelíbila skutečnost, že Kepler astronomii umisťoval mezi fyzikální vědy. Někteří zaujali kompromisní stanoviska − zatímco Ismaël Bullialdus přijal eliptické oběžné dráhy, avšak Keplerovy zákony nahradil svou teorií jednotného pohybu, Seth Ward pohyby po eliptické oběžné dráze zase počítal pomocí rovnicí.
Nejeden astronom se Keplerovy teorii pokoušel testovat na základě astronomických pozorování. Výjimečná příležitost se pro to poskytla při tranzitech Venuše a Merkuru přes sluneční disk. Tranzit Merkuru z roku 1631 pozoroval Pierre Gassendi, jenž jím potvrdil některé Keplerovy odhady. Gassendi se o měsíc později pokusil pozorovat i tranzit Venuše, v tomto případě ovšem neuspěl. Jeremiah Horrocks podle sledování tranzitu Venuše z roku 1639 zase poupravil některé Keplerovy závěry. Všechny tyto tranzity předpověděl sám Kepler.
Nejpopulárnější Keplerovým dílem se stalo Epitome astronomiae Copernicanae, které četli astronomové z celé Evropy. Po Keplerově smrti se tento spis stal hlavním prostředkem k šíření jeho myšlenek. Mezi lety 1630 a 1650 byl dokonce nejrozšířenější učebnicí astronomie a mezi stoupence Keplerova učení o eliptických dráhách přivedl značné množství lidí. Málokdo však přijal jeho myšlenky o fyzikálním základě planetárních pohybů. Poprvé na tuto nauku koncem 17. století navázali Giovanni Alfonso Borelli a Roberta Hooke, kteří do Keplerovy teorie zahrnuly i přitažlivé sily a karteziánské pojetí setrvačnosti. Toto pojetí vyvrcholilo v díle Isaaca Newtona Philosophiae Naturalis Principia Mathematica (1687), v němž Newton od Keplerových zákonů odvodil své pohybové zákony i zákon všeobecné gravitace. Jako jeden z mála na celém Keplerově učení stavěl rovněž německý filozof a matematik Gottfried Wilhelm Leibniz, například v otázkách epistemologické a přírodní filozofie i v konceptu světové harmonie.

## Historické a kulturní dědictví

### Dějiny vědy a historiografie

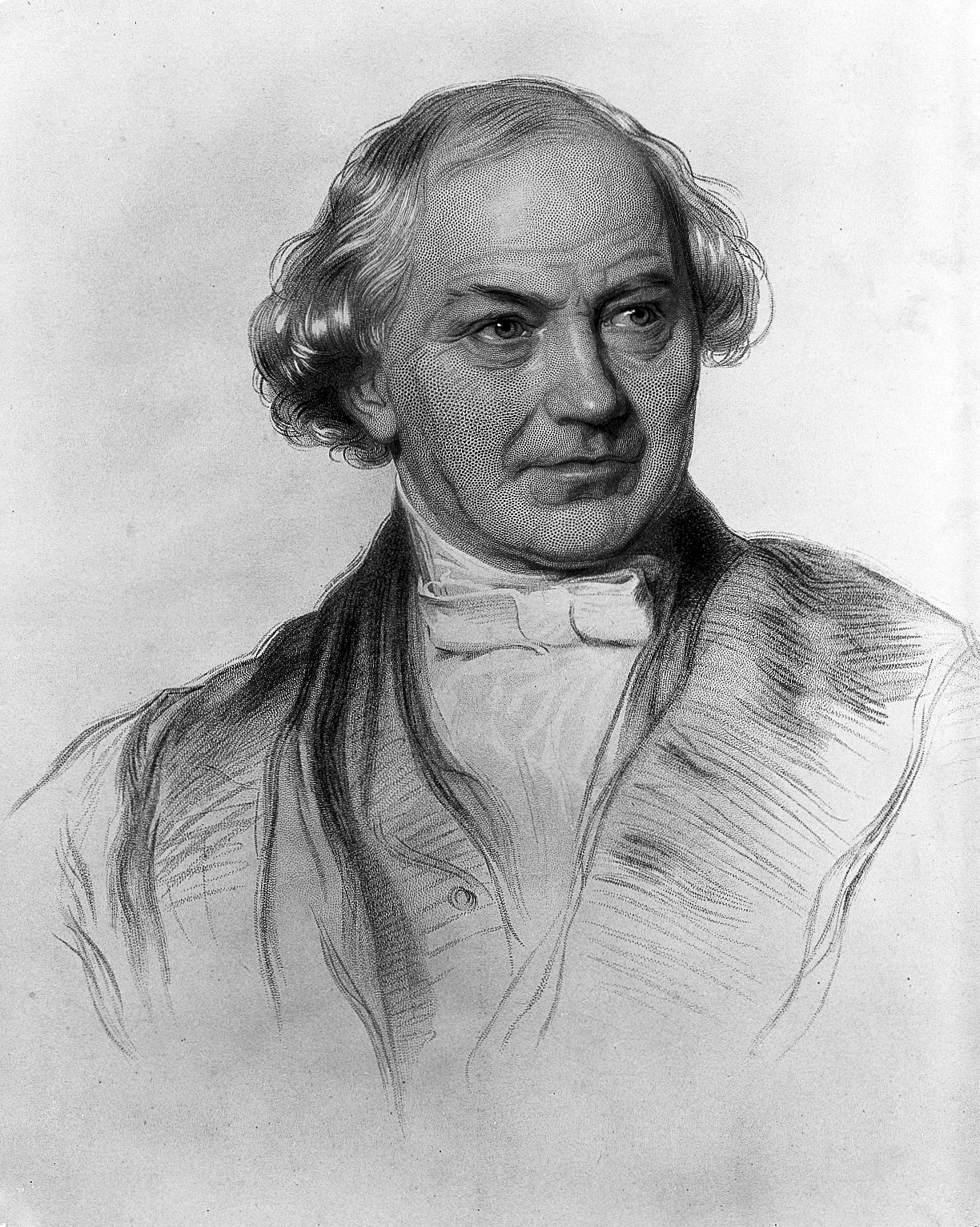
William Whewell

Kepler představuje zcela klíčovou osobnost vědecké revoluce 17. století. Jeho zákony pohybu se staly ústředním námětem děl Histoire des mathématiques od Jeana-Étienne Montucla z roku 1758 a Histoire de l'astronomie moderne od Jeana-Baptiste Delambre z roku 1821 pojednávajících o dějinách vědy. Tyto a další historiografické knihy psané z perspektivy osvícenství na Keplerovy metafyzické a náboženské myšlenky pohlížely výrazně skepticky. Zvrat přinesl až rozmach romantismu. Anglický romantický myslitel William Whewell ve svém vlivném spisu History of the Inductive Sciences z roku 1837 o Keplerovi mluvil jako o vzoru vědeckého génia a ve svém dalším díle The Philosophy of the Inductive Sciences z roku 1840 Keplera označil za ztělesnění nejpokročilejších forem vědecké metody. Německý romantický filozof Ernst Friedrich Apelt, který vytvořil první komplexní a detailní analýzu Keplerova života a díla, ho prohlásil za klíč k vědecké revoluci. V Keplerově estetické citlivosti, matematických i fyzikálních myšlenkách a teologii viděl jednotný vědecko-filozofický systém.
Dalším mezníkem v interpretování Keplerových objevů a jejich vlivu se stala práce Alexandra Koyrého. Ve 30. a 40. letech 20. století Koyré a řada jiných filozofů vědy totiž jako nejdůležitější součást dějin vědy popsali vědeckou revoluci probíhající během 16. a 17. století. Za její ústřední postavu považovali právě Keplera. Koyré ve svých dílech představil Keplerovu doktrínu jako významnou součást intelektuální transformace středověkého světa na moderní. V 60. letech 20. století se v historiografii zájem o Keplerovu osobnost výrazně zvýšil. V tu dobu se pozornost historiků poprvé obrátila jak na Keplerovy astrologické a meteorologické výzkumy a jeho interakci s širšími kulturními i filozofickými proudy své doby, tak na literární, rétorické a geometrické metody i reflexe náboženských názorů v jeho dílech, ale rovněž na jeho roli historika vědy.
Na Keplerovy myšlenky se odvolává řada moderních filozofů vědy včetně Charlese Sanderse Peircea, Norwooda Russella Hansona, Stephena Toulmina a zejména Karla Poppera. Rakouský fyzik Wolfgang Pauli Keplerův spor s Robertem Fluddem využil k prozkoumání důsledků analytické psychologie na vědecké bádání.
Nejvýznamnějším Keplerovým životopiscem se stal Max Caspar, jenž v roce 1948 publikoval jeho obsáhlou biografii.Z novodobějších historiků se Keplerovým dílem zabývali především James Connor, Owen Gingerich, Bruce Stephenson, James Robert Voelkel a jiní. V Česku zejména Zdeněk Horský a Alena Šolcová.

#### Edice

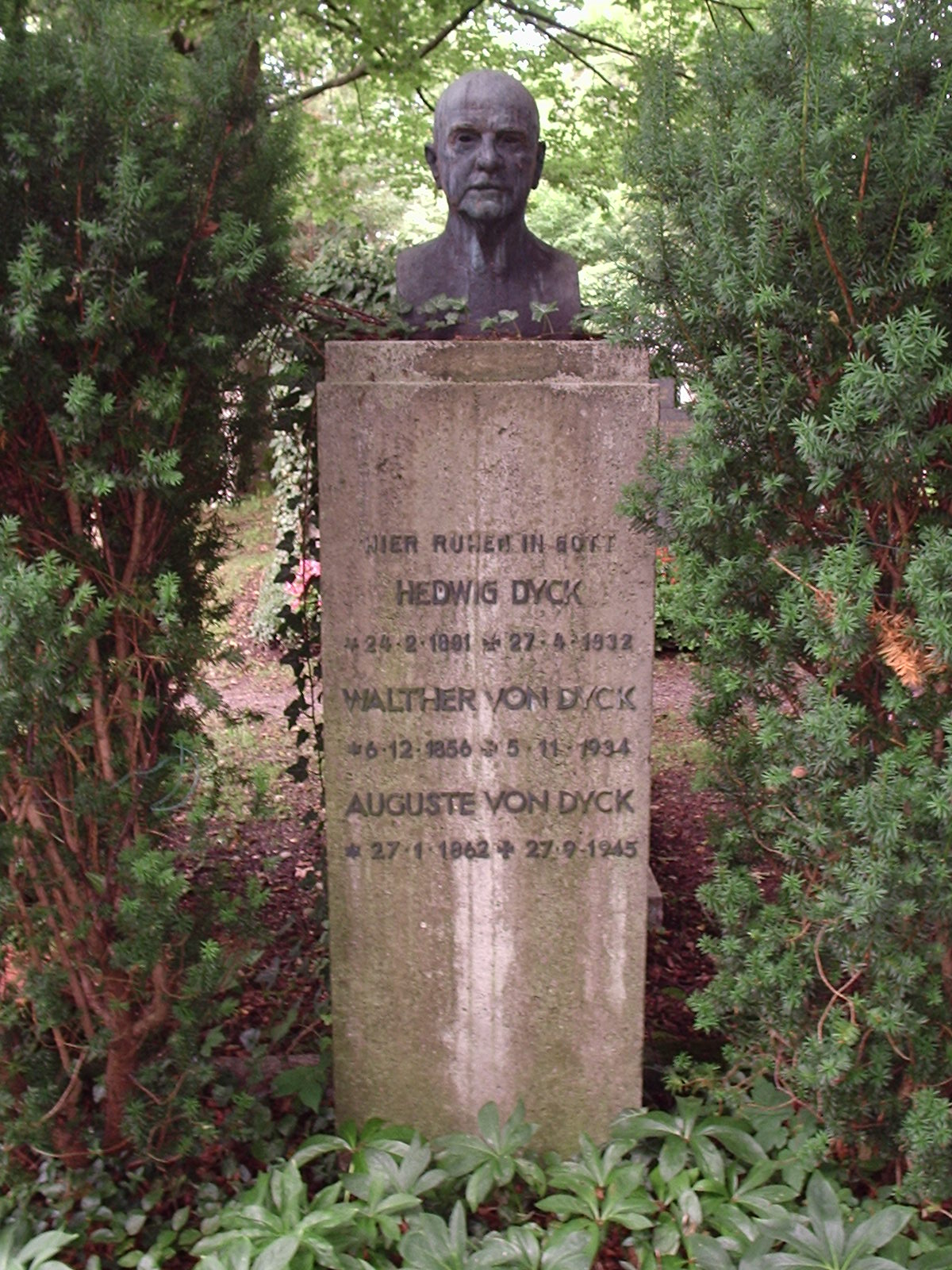
Busta Walthera von Dycka v Mnichově

K příležitosti 300. let od Keplerova narození inicioval Christian Frisch mezi lety 1858 a 1871 vydání edice o osmi svazcích Kepleri Opera omnia. Jednalo se souhrn okomentovaných Keplerových spisů v latinském originále.
Na počátku 20. století se německému matematikovi Waltheru von Dyckovi podařilo sesbírat některé Keplerovy dosud nezveřejněné rukopisy, které Frisch neměl k dispozici. Díky svým mezinárodním diplomatickým kontaktům pro fotografickou reprodukci totiž získal některé Keplerovy rukopisy uchovávané v Leningradu.
Po roce 1923 se Dyck seznámil s již zmíněným Maxem Casparem, který na sebe pozornost upoutal překladem Keplerova Mysteria Cosmographicum do němčiny. Dycka i Caspara značně ovlivnil německý matematik Alexander von Brill, jenž se také zabýval Keplerovým dílem. Když Dyck roku 1934 zemřel, Caspar po něm převzal kontrolu nad vydáváním Keplerových děl a následujícího roku pod záštitou Bavorské akademie věd založil instituci Kepler-Kommission, která si za cíl vzala s komentářem vydat v latinském originále všechna Keplerovy díla. Za asistence Martha Lista a Franze Hammera Caspar v redakční práci pokračoval i během druhé světové války. Komisi později předsedali Volker Bialas (v letech 1976–2003), Ulrich Grigull (v letech 1984–1999) a Roland Bulirsch (1998–2017). Za své působení komise vydala celkem 22 svazků Keplerových sebraných spisů a v roce 2017 byla po dosáhnutí svého cíle rozpuštěna.

### Pocty a odkazy v kultuře

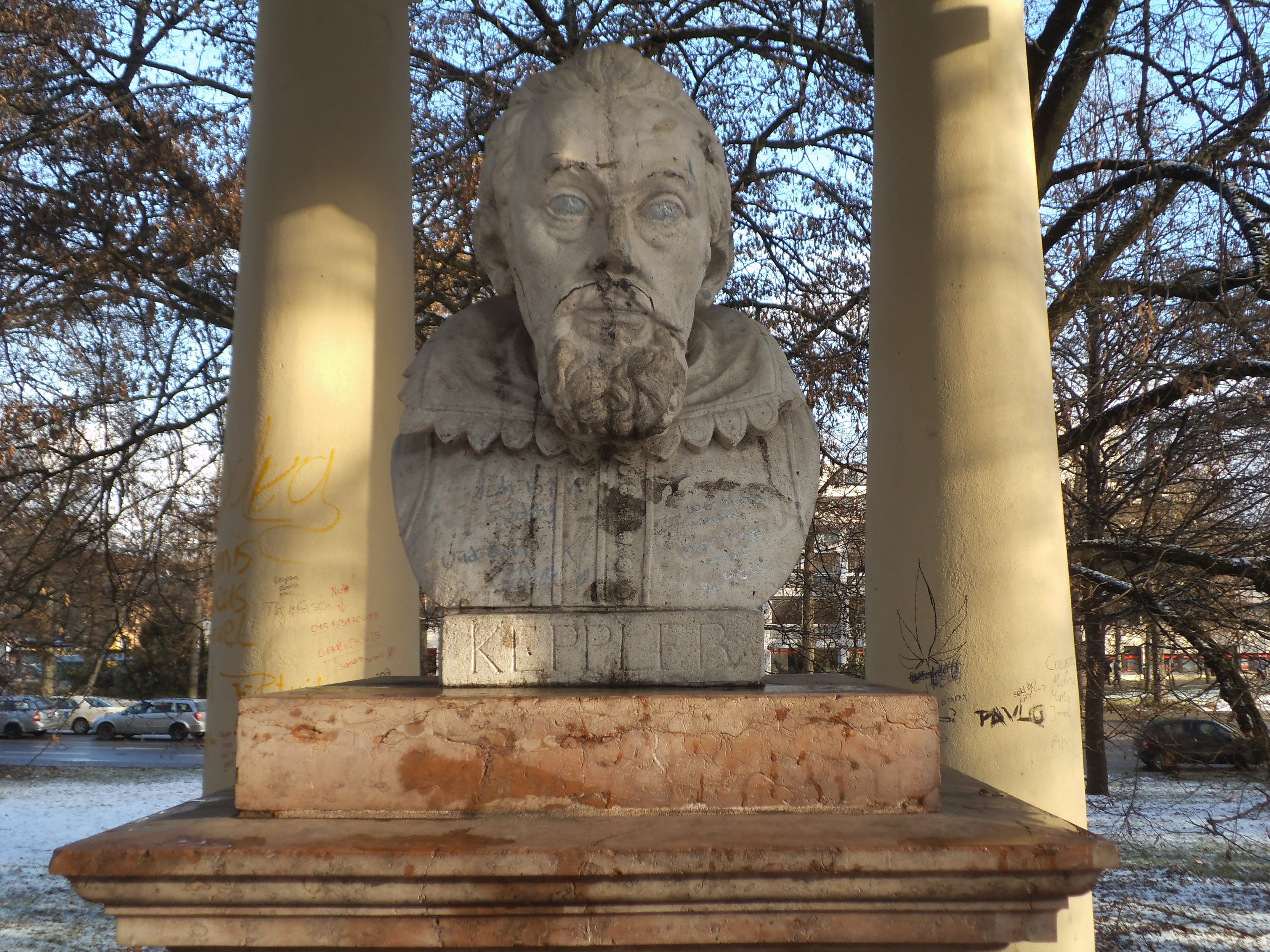
Busta Jana Keplera v Řezně

Kepler se stal motivem rakouské stříbrné pamětní minci v hodnotě 10 euro ražené roku 2002. Na rubu mince je zobrazen Kepler sedící u pracovního stolu, na němž se nachází jeho polyhedrální model sluneční soustavy a listina se zobrazením mnohostěn. Líc ukazuje zase zámek Eggenberg, jehož stavbu Kepler pravděpodobně ovlivnil.
Český sochař Vladimír Škoda po Keplerově knize Mysterium Cosmographicum, která je pro něj velkou inspirací, zase pojmenoval (Mysterium Cosmographicum Johannes Kepler) svou výstavu.
Německý hudební skladatel Paul Hindemith Keplerovi věnoval operu Die Harmonie der Welt (Harmonie světa). Další operu o Keplerovi (Kepler) složil americký hudební skladatel Philip Glass.
Episkopální církev Spojených států amerických Keplera i Mikuláše Koperníka poctila tím, že oběma na 23. května vyhradila místo v liturgickém kalendáři svatých.
Po Keplerovi je pojmenováno rovněž několik vzdělávacích institucí − Gymnázium Jana Keplera v Praze, Univerzita Johanna Keplera v Linci (Johannes Kepler Universität Linz), Keplerova univerzita astrologie (Kepler College) v Seattlu a Keplerovo gymnázium v Tübingenu.

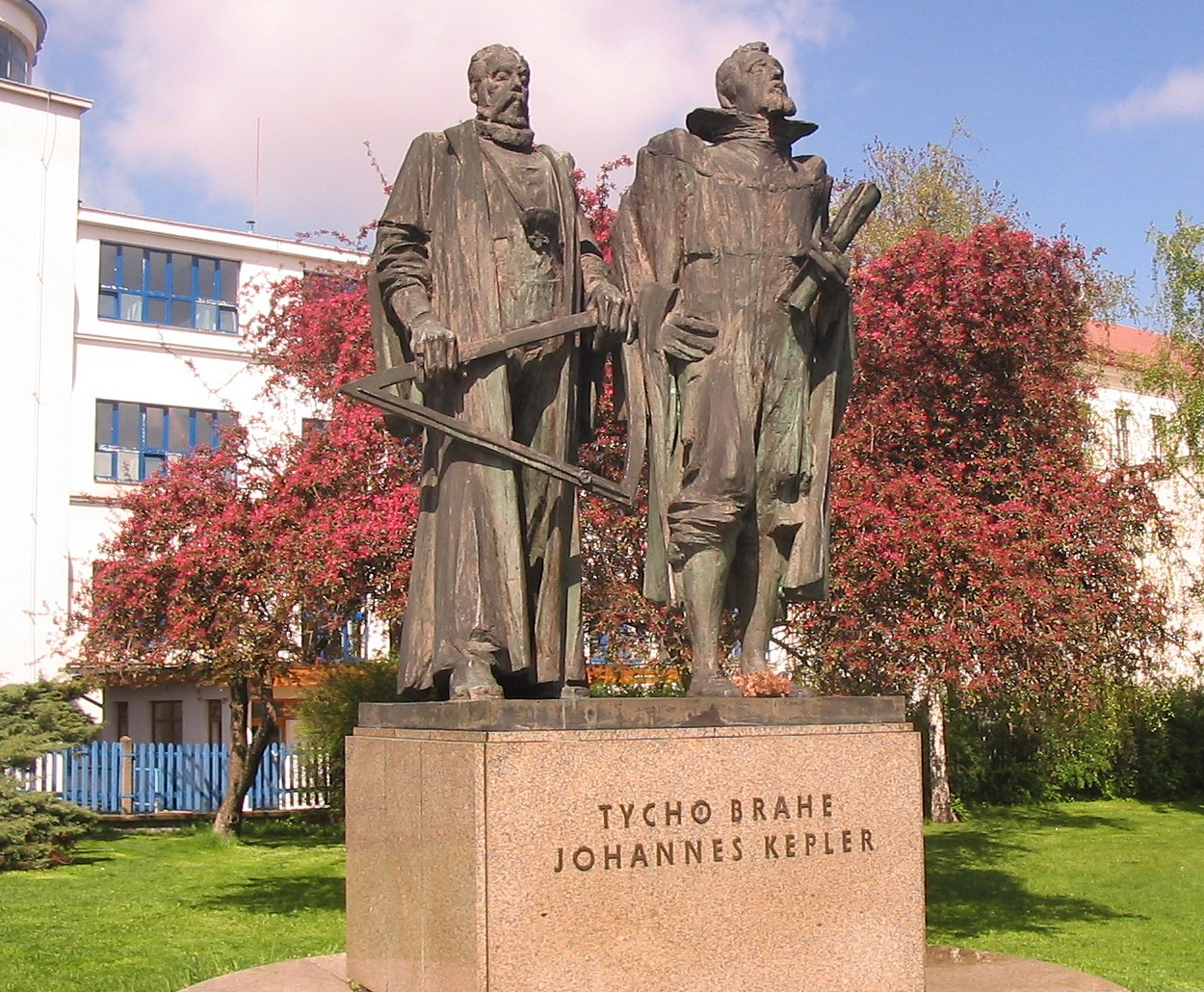
Sousoší Tychona Brahe (vlevo) a Johanna Keplera (vpravo) před Gymnáziem Jana Keplera v Praze

V Praze bylo 25. srpna 2009 v domě U Francouzské koruny v Karlově ulici 4 na Starém Městě pražském otevřeno malé Keplerovo muzeum, které připomínalo Keplerův pobyt v Praze a dílo, které v té době vytvořil. Jednalo se o dům, v němž Kepler během svého pobytu v Praze žil. Roku 2017 byla činnost muzea na Starém Městě ukončena. Provoz tehdy převzalo Národní technické muzeum v Praze na Letné, kam byla expozice přenesena. V Praze má Kepler také sousoší s Tychonem Brahem na Pohořeleci. Jeho jméno patří též mezi dvaasedmdesát jmen české historie napsaných pod okny Národního muzea v Praze.
Český dramatik Oldřich Daněk o Keplerově životě sepsal rozhlasovou hru Rudolfinská noc, jež byla nahrána roku 2003. Samotného Keplera v ní ztvárnil herec a dabér Jaroslav Kepka. Německý režisér Christian Twente o Keplerovi v roce 2019 natočil koprodukční dokudrama Johannes Kepler - Der Himmelsstürmer pojednávající o jeho pobytu v Praze, které Česká televize vysílala pod názvem Johannes Kepler – Dobyvatel nebes. O Keplerovi ale byla natočena také řada jiných filmů.
Jméno Kepler nese také GPU mikroarchitektura od firmy NVIDIA poprvé představené roku 2012. Na Novém Zélandu se nacházejí zase Kepler Mountains (Keplerovy hory) a takzvaný Kepler Track (Keplerova trať). Zde se koná také horský běh Kepler Challenge. Po Keplerovi je dále pojmenován kráter na Měsíci, kráter na Marsu, asteroid a kosmická sonda Kepler, jež má hledat Zemi podobné exoplanety. Jako Kepler Dorsum se jmenuje hřeben na Phobosu (Kepler předpověděl existenci měsíců Marsu již v roce 1610). Kepler je také kódové označení verze 4.3 vývojového prostředí Eclipse.